# Obito Uchiha
Obito Uchiha (うちはオビト) er en fiktiv karakter fra manga- og anime-serien Naruto. Han optræder første gang i Kakashi Gaiden, et minde fra Kakashi Hatake, som en af holdkammeraterne af Team Minato.

## Baggrund
Obito graduerede fra Ninja Akademiet da han var 9 år, og blev forfremmet til Chunin som 11-årig. I ’’Den tredje store Shinobi Verdenskrig’’ blev Team Minato udsendt på en mission, hvor de skulle ødelægge ’’Kannabi Broen’’, der kunne lede fjenden til Konohagakure. Da Kakashi lige var blevet forfremmet til Jonin blev han leder for missionen. På dette tidspunkt er Obito og Kakashi slet ikke gode venner, men de løber snart ind i problemer. Minato (deres holdkaptajn) skal nemlig til frontlinjen og kæmpe. Da Rin (Obito og Kakashis sidste holdkammerat) senere bliver fanget, vælger Kakashi ikke at redde hende, da missionen kommer før kammeraterne. Obito derimod vil redde Rin og belærer Kakashi i, at de der bryder reglerne er idioter, men de der forlader venner er værre end idioter. Herefter styrter Obito Rin til undsætning, og lader Kakashi stå alene tilbage.
Da Obito finder Rin bliver han angrebet af en ninja. Kakashi, der har skiftet mening, kommer Obito til undsætning og redder med nød og næppe Obito, idet hans eget venstre øje beskadiges. Ninja’en der angreb dem bruger herefter en usynligheds jutsu. Kakashi er nu ude af stand til, at angribe ordenligt reddes derfor straks efter, da ninja’en slår til igen, der Obitos Sharingan aktiveres, hvilket gør ham i stand til at se den usynlige ninja. De fortsætter nu efter Rin, men i forsøget på at få hende og Kakashi ud, er Obito nødt til at ofre sig selv, mod nedstyrtende kampesten. Obitos højre side knuses under stenene, men mens han stadig er i live, giver han sit venstre Sharingan øje til Kakashi. Da øjetransplantationen er komplet (udført af Rin, som er ninjalæge) bliver Rin og Kakashi tvunget til at flygte og lade Obito dø under klipperne.

## Personlighed
Obito er altid forsinket, undskylder med, at han har gjort en god gerning, så som hjælper en gammel dame med hendes tunge bagage. Han er stædig og, i modsætning til Kakashi der holder sig til reglerne, vil hellere løse situationerne, så alle mand kommer med hjem fra en mission. Obito vil også lyve for at komme ud af problemer, eller undgå ubehagelige situationer – så sart an begynder at græde siger han, at han har fået noget i øjet, hvilket dog er helt umuligt, da han bruger store skibriller. Obito har også antydningen af romantiske følelser over for holdkammeraten, Rin, som han aldrig for udtryk – end ikke da han var døende.
Obito liger Naruto Uzumaki og de har meget ens personligheder. De er begge desperate for at få opmærksomhed som barn, de har begge et epiks rivalskab med deres anden mandlige holdkammerat (Sasuke og Kakashi) og begge har følelser for deres kvindelige holdkammerat (Sakura og Rin). De kan også begge betegnes som nogle fæhoveder, da de begge er rastløse.

## Teorier

### Original ObiTobi teori
Den originale ObiTobi teori, også blot kaldet Tobito teorien går på, at Akatsuki medlemmet, Tobi, i virkeligheden er Obito. Der er ting der taler for denne teori, så som deres ansigtsbeklædning; Obito har orange briller, mens Tobis maske også er orange. En anden ting er, at Tobis arme har bolte på sig, hvilket forklarer hvordan han stadig vil kunne bevæge sig efter, at være blevet knust under stenen. Den mest populære ide er dog navnet, som let kan omskrives fra Obito til Tobi – byt om på nogle få bogstaver og det passer. Ud over det har Tobis maske kun ét hul, hvilket antyder at Tobi kun har ét øje, hvilket er det Obito ville have tilbage. Tobi har også sharinganen i sit øje. Derudover kan man også se på deres personligheder. Tobi er voldsomt spøgende og tumpet som Obito var.
Problemer med teorien

Der er nogle problemer med teorien; hvordan kunne Obito overleve, at hele hans højre side blev knust? Ud over, at han ikke skulle kunne overleve det, skulle han i det mindste ikke være i stand til at tale. Der er dog den mulighed, at f.eks. Kakuzu, eller en anden fra Akatsuki, havde reddet ham. Tobi ses tit sammen med Zetsu fra Græs landet, hvor Obito døde, hvilket støtter teorien.
Et andet problem er dog, hvorfor Obito ville slutte sig til Akatsuki? Svaret kunne dog være, at han har fået hukommelsestab og de sten han fik i hovedet har gjort noget ved hans hoved.
Holder teorien?

Det er den mest oplagte teori, men da det blev afsløret, at Tobi er Madara Uchiha, som skulle være 70-80 år gammel, er der et seriøst problem, hvilket trækker hele teorien til jorden.
I de nye afsnit ser man at masken går i stykker, og det er Obito Uchiha, der er Tobi. Han overlevede ved at han fik hjælp fra Madara Uchiha. Han slutter sig til Akatsuki pga. at han ser Kakashi slår Rin ihjel. ( fra kapitler omkring 600 og op efter)

### Den nye ObiTobi-teori
Den nye ObiTobi teori, også kaldet ObiTobiMada teori er, at Madaras ånd er i Obitos krop. Dette ville forklare, hvorfor Tobi har delte personligheder – det ene minut er han spydig og fjollet – det næste øjeblik er han ond og seriøs. Det er muligt, hvis man ser på Orochimaru's jutsu. Ud over argumenterne for den origiale Tobito teori siger Itachi til Sasuke, at Madara blot er "en skald" af sig selv, hvilket kunne betyder, at han har mistet sin Eternal Mangekyo Sharingan, da han bruger en ny krop. Tobi's Mangekyo evne er en teleportations jutsu, hvilket minder om den Kakashi har. Hvis hver Mangekyo Sharingan bruger har hver sin type af  evne ville det give mening, at Tobi er Madara, der bruger Obito's krop, da Kakashis venstre øje er Obito's venstre øje. Der er også Tobi's konfrontationen med de otte Konoha Shinobier, som leder efter Sasuke. Lige før han forlader dem, taler han til dem alle, men kigger tilsyneladende direkte på Kakashi, der opdager Sharingan øjet i masken.
Et andet bevis er, at da Tobi fjerner sin maske delvist, ser man et ansigt der kunne tilhøre en voksen Obito.
Problemer med teorien

Det største problem med teorien er, hvorfor Madara dog ville overtage en synderknust krop fra en Uchiha, når han kunne have overtaget kroppen fra enhver anden sund Uchiha fra Konoha? Svaret kan være, at han ikke kunne vælge en anden krop – kroppen skulle måske være tæt på døden eller død for at kunne overtages.
Holder teorien?

Ja – det er usandsynligt, at Madara ville kunne bevæge sig som han gør, hvis han var 70-80 år gammel. Der er selvfølgelig muligheden, at han har en jutsu magen til Tsunades, så han kan holde sig ung.
Obito er Tobi / Tobi er Obito: I Manga 599 bliver det afsløret at Uchiha Obito rent faktisk er Tobi og derfor en de to hovedantagonister i Naruto-serien.

### Fan-teorier
Der findes flere fan-teorier på nettet. En der har lidt hold i sig er Fiftheenth-moon.net Arkiveret 28. september 2008 hos  Wayback Machine. Obitos sidste tanker var at han ville "være sammen med alle meget længere". Måske er Madaras ånd blevet "aktiveret", så Obito ville få chancen, hvis Madara fik Obitos krop. Obito tillod dette og Madara overtog fuldstændig, da Obito var svag. Madara har muligvis fået Obito til at dræbe Rin for at få sin Mangekyo Sharingan. Dette ville også forklare hvordan Kakashi fik sin, men det kan også være ved intens træning at han aktiverede den. Da Madara hidkaldte den Ni-halede til at angribe Konoha brugte han så meget energi, at Obito igen fik kontrollen over kroppen. Men på grund af skyldfølelsen over at have dræbt så mange Shinobier – inklusive Rin og sin sensei, Minato, kunne han ikke stå ansigt med Konoha – specielt ikke Kakashi. Så han tog med Zetsu (af ukendte grunde). Da Deidara sprang sig selv i luften, kunne det have frigjort Madara til, at komme op til overfladen igen. Nu har Madara kontrollen og er for stærk for Obito at styre. Men hvis Madara skulle dræbe Kakashi, vil det kunne give Obito nok styrke til at undertrykke Madara igen.